# Бєліков Ігор Олексійович
Ігор Олексійович Бєліков (26 лютого 1941, Харків — 18 травня 2015, Луганськ) — офіцер радянської армії. Почесний громадянин міста Магдебург. Був широко відомий у НДР завдяки геройському порятунку німецької дівчинки Катрін Леманн, що випала з вікна.

## Біографія
У середині 1960-х років капітан ВПС Бєліков служив у 16-й повітряній армії у складі ДСВГ. Його 126-а винищувальна авіаційна дивізія дислокувалася під містом Цербстом. Раннього ранку 13 березня 1969 року Бєліков прибув поїздом до Магдебурга для проходження планового медичного огляду в магдебурзькому військовому госпіталі і до призначеного часу прогулювався у Старому Місті. Біля житлового будинку 24 у стилі сталінського ампіру по Вільгельм-Пік-алеї він помітив натовп, що злякався, з переляку спостерігав, як з вікна на 6-му поверсі небезпечно перехилилася через підвіконня маленька дівчинка. Як з'ясувалося згодом, мати дівчинки Грета Леманн вийшла в магазин, що був у тому ж будинку на першому поверсі, а 4-річна Катрін, що залишилася одна вдома, виглядала маму з вікна. Бєліков швидко зорієнтувався, кинувся на допомогу і встиг упіймати дівчинку, що падала з висоти 22 метрів, у свою шинель. Катрін залишилася цілою та неушкодженою, сам капітан отримав вивих зап'ястя.
За свій подвиг капітан Бєліков був нагороджений золотим почесним знаком Товариства німецько-радянської дружби, медаллю НДР «За порятунок життя» та орденом НДР «За заслуги перед Батьківщиною». Мати врятованої дівчинки подарувала героєві фотоапарат. 9 липня 1977 року з нагоди 60-річчя Жовтневої революції Ігореві Олексійовичу Бєлікову було надано звання почесного громадянина міста Магдебурга. Про подвиг капітана Бєлікова на кіностудії DEFA було знято фільм «Герой за секунди», а письменник Готгольд Глогер написав оповідання для дітей «Четвер Катрін». У Магдебурзі до 15-річчя геройського вчинку було встановлено бронзовий пам'ятник «Подвиг капітана Ігоря Бєлікова» роботи Генріха Апеля. Сам Ігор Олексійович скромно говорив, що він просто опинився у потрібний час у потрібному місці.
У 1970 Бєліков повернувся в СРСР і вступив до Військово-повітряної академії імені Ю. А. Гагаріна. Служив в Афганістані, на Кавказі, у Криму, на Уралі та у ЧССР. До 1988 командував аварійно-рятувальною службою на космодромі Байконур. Служив начальником штабу повітряного командування у Грузії. Після виходу на пенсію у званні полковника у 1991 році Бєліков проживав з дружиною в Луганську і неодноразово бував у гостях у Магдебурзі на запрошення міста, а в Берліні — на запрошення самої Катрін. Дівчинка виросла і переїхала до Берліна, де працювала страховим агентом з нещасних випадків. Доросла Катрін дистанціюється від історії її порятунку і не дає інтерв'ю через газетний галас, і Бєліков з розумінням ставився до її вирішення. Приїхавши до Магдебурга на 30-річчя героїчної події, Ігор Олексійович Бєліков попросив владу надати фінансову допомогу 1-й міській лікарні Луганська. У короткий термін гуманітарна допомога з Німеччини була відправлена до Луганська, а в лікарню було перераховано кошти.